# Georges Frédéric Keller
Georges Frédéric Keller (geboren am 16. August 1899 in Paris; gestorben am 6. April 1981 in Lugano; heimatberechtigt in Weinfelden) war ein brasilianisch-schweizerischer Galerist, Kunstsammler und Mäzen. Seine Kunstsammlung befindet sich als Stiftung im Kunstmuseum Bern.

## Leben
Georges Keller kam 1899 in Paris zur Welt. Sein Vater war schweizerisch-brasilianischer Herkunft und im Aussenhandel mit Brasilien tätig. Seine Mutter Marie Keller-Haffter (1868–1957) stammte aus dem Kanton Thurgau. Er hatte einen Bruder und eine Schwester. Seine Kindheit verbrachte Georges Keller zunächst in Brasilien. Seine Mutter kehrte später mit den Kindern nach Paris zurück, um ihnen dort den Schulbesuch zu ermöglichen. Sein Vater starb 1917.
Seine Ausbildung im Kunsthandel erhielt Keller ab 1923 in der von Camille Hodebert geleiteten Galerie Barbazanges in der Pariser Rue du Faubourg Saint-Honoré Nr. 109. 1926 eröffnete er zusammen mit Pierre Colle eine eigene Galerie in der Rue Cambacérès, die später in die Rue du Faubourg Saint-Honoré umzog. Zu seinen wichtigsten Kunden gehörte ab 1928 der amerikanische Sammler Albert C. Barnes. Dieser hatte zuvor im grossen Stil Gemälde von Chaim Soutine erworben und dadurch den Maler am Kunstmarkt etabliert. Keller erwarb bei Barnes eine Reihe von Soutines Gemälden, um sie mit Gewinn weiterzuverkaufen. Zusammen mit Colle nahm Keller 1930 den Künstler Salvador Dalí unter Vertrag. Von 1931 bis 1963 stellte er – zunächst zusammen mit Colle – regelmässig Dalis Werke aus.
1930 wurde Keller Direktor der vor allem auf Werke des Impressionismus spezialisierten Galerie des verstorbenen Georges Petit, die zuvor von einem Konsortium der Brüder Gaston and Josse Bernheim-Jeune und Étienne Bignou übernommen worden war. Bei Petit organisierte Keller zusammen mit Max Kaganovitch 1931 eine Ausstellung mit Werken der Schweizer Künstler Maurice Barraud, Hans Berger, Karl Geiser, Max Gubler, Ferdinand Hodler, Hermann Hubacher und Louis Moilliet. Hinzu kam 1931 eine publikumswirksame Ausstellung mit 150 Werken von Henri Matisse, 1932 gefolgt von einer Schau mit 250 Werken von Pablo Picasso. Die Galerie Georges Petit musste 1933 aus wirtschaftlichen Gründen schliessen.
Danach arbeitete Keller für die Galerie von Bignou in Paris. 1936 organisierte er eine Ausstellung zu Raoul Dufy in der Galerie Reid & Lefevre in London. Im selben Jahr übernahm er als Teilhaber und Vize-Präsident Bignous New Yorker Filiale, die als Bignou Gallery im Rolls-Royce-Building in der E 57th Street Nr. 32 ihre Geschäftsräume hatte. Kellers Mutter lebte zu dieser Zeit ebenfalls in New York und arbeitete dort seit 1931 als Executive Secretary des Whitney Museums. In der Bignou Gallery begann Kellers langjährige Zusammenarbeit mit seiner Sekretärin Marguerite Sharkey.
1948 starb der New Yorker Carroll Carstairs, Inhaber der Caroll Carstairs Gallery. Keller schloss im Januar 1949 die New Yorker Bignou Gallery und leitete ab dem 1. Februar 1949 zusammen mit dem französischen Kunsthändler Roland Balay die neue Carstairs Gallery, die bei Weglassung des Vornamens des Vorbesitzers an die Tradition des Hauses anknüpfen sollte. Die erste Ausstellung widmete er dort der brasilianischen Malerin Olga Mary Pedroza, gefolgt von einer Schau der in Brasilien lebenden Spanierin Maruja Mallo. 1951 vermittelte er den Verkauf von Dalis bekannter Darstellung Der Christus des Johannes vom Kreuz 1951 an das Kelvingrove Art Gallery and Museum in Glasgow. 1954 folgte eine Dali-Ausstellung in der Carstairs Gallery.
Nachdem Roland Balay 1955 aus der Carstairs Gallery ausgeschieden war, wurde die bisherige Assistentin Marguerite Sharkey Mitinhaberin der Galerie. Anfang 1956 erwarb Chester Dale bei Keller Dalis bekanntes Gemälde Das heilige Sakrament des Abendmahls und stiftete es anschliessend der National Gallery of Art in Washington, D.C. Zu seiner New Yorker Kundschaft gehörten darüber hinaus bekannte Persönlichkeiten wie Paul Mellon, Paulette Goddard, Greta Garbo und Anne McDonnell, die Frau des Autofabrikanten Henry Ford II. Zudem beriet er Alfred Barr, den Gründungsdirektor des Museum of Modern Art. Zu den bekanntesten Ankäufen gehören drei Gemälde, die Keller auf der historischen Goldschmidt-Auktion 1958 für Paul Mellon erwarb. Neben den beiden Bildern Madame Gamby und Rue Mosnier mit Flaggen von Édouard Manet ersteigerte er auch eine Version des Knaben mit der roten Weste von Paul Cézanne für die damalige Rekordsumme von 220.000 Pfund. Keller gab die Carstairs Gallery 1963 auf, verkaufte aber weiterhin als unabhängiger Kunsthändler Werke an Sammler wie Paul Mellon oder Chester Dale.
In seiner New Yorker Zeit von 1936 bis 1963 lebte Keller überwiegend in dortigen Hotels. Die Sommer verbrachter er hingegen in Europa und nutzte hierbei bis 1956 auch seine Wohnung am Quai d’Orleans Nr. 16 in Paris. Ab 1956 mietete er für seine Mutter eine Wohnung in Davos Platz und lebte dort mit ihr bis zu deren Tod im Folgejahr zusammen. Davos blieb auch danach sein Hauptwohnsitz; weiterhin lebte er zeitweise auf Tobago. Er starb während eines Spitalaufenthaltes in Lugano. Das gemeinsame Grab von Keller und seiner Mutter befindet sich auf dem Waldfriedhof in Davos.

## Sammlung

### Sammlung europäischer Kunst
Bereits als 19-Jähriger begann Keller mit dem Ankauf erster Kunstwerke. Parallel zu seiner Arbeit im Kunsthandel erwarb er im Laufe der Jahrzehnte eine umfangreiche und qualitativ bedeutende Sammlung, zu der heute rund 120 Gemälde, Zeichnungen, Skulpturen und Druckgrafiken der klassischen Modern sowie afrikanische Masken und Figuren gehören. Über die Kunsthändler Hodebert, Guillaume, Colle und Bignou lernte Keller zahlreiche Künstler in Frankreich persönlich kennen. Später in New York entstand zudem ein Kontakt zu Künstlern aus den Vereinigten Staaten, Deutschland und Brasilien. Die Werke seiner Sammlung erhielt Keller teilweise als Geschenk der Künstler, teils kaufte er auch Werke an.
Der in Bern lebende Maler Ernest Hubert, ein Jugendfreund Kellers, riet dem Sammler 1951 dem Kunstmuseum Bern seine Sammlung als Leihgabe zu überlassen, da dort nur wenige Werke der modernen französischen Malerei zu sehen seien. Keller überliess seine Sammlung mit Werken von Künstlern wie Paul Cézanne, Henri Matisse, Chaim Soutine, Amedeo Modigliani, Pierre-Auguste Renoir, Salvador Dali, Georges Rouault, André Derain, Maurice Utrillo, Pierre Bonnard, Raoul Dufy, Fernand Léger und Pablo Picasso dem Museum mit der Auflage, dass er zu Lebzeiten nicht namentlich als Leihgeber genannt werden sollte. Keller besuchte seinen Freund Hubert regelmässig in Bern und konnte bei der Gelegenheit auch seine Kunstwerke im Museum betrachten, die dort aufgrund ihrer Bedeutung überwiegend in der Schausammlung vertreten waren. Nach Kellers Tod 1981 gelangte die Sammlung als Vermächtnis an das Kunstmuseum Bern. Darüber hinaus erhielt das Museum aus dem Erbe eine erhebliche finanzielle Zuwendung, um damit die Sammlung gezielt zu erweitern. Dadurch konnten Kunstwerke von Sonia und Robert Delaunay, Alberto Giacometti, André Masson, Kees van Dongen, Francis Picabia, Pablo Picasso und Auguste Rodin erworben werden. Zur Sammlung gehören auch zwei Bildnisse von Georges Keller. Eines schuf Christian Bérard 1932, das andere malte Pierre Sicard 1955.
Die Stiftung von Georges Keller war zum Zeitpunkt der Überlassung die „qualitativ als auch quantitativ grösste Donation“, die das Kunstmuseum bis dahin erhalten hat. 1998 würdigte das Kunstmuseum Bern den Sammler Georges Keller mit einer umfangreichen Sonderausstellung.

Werke der Stiftung Georges Keller
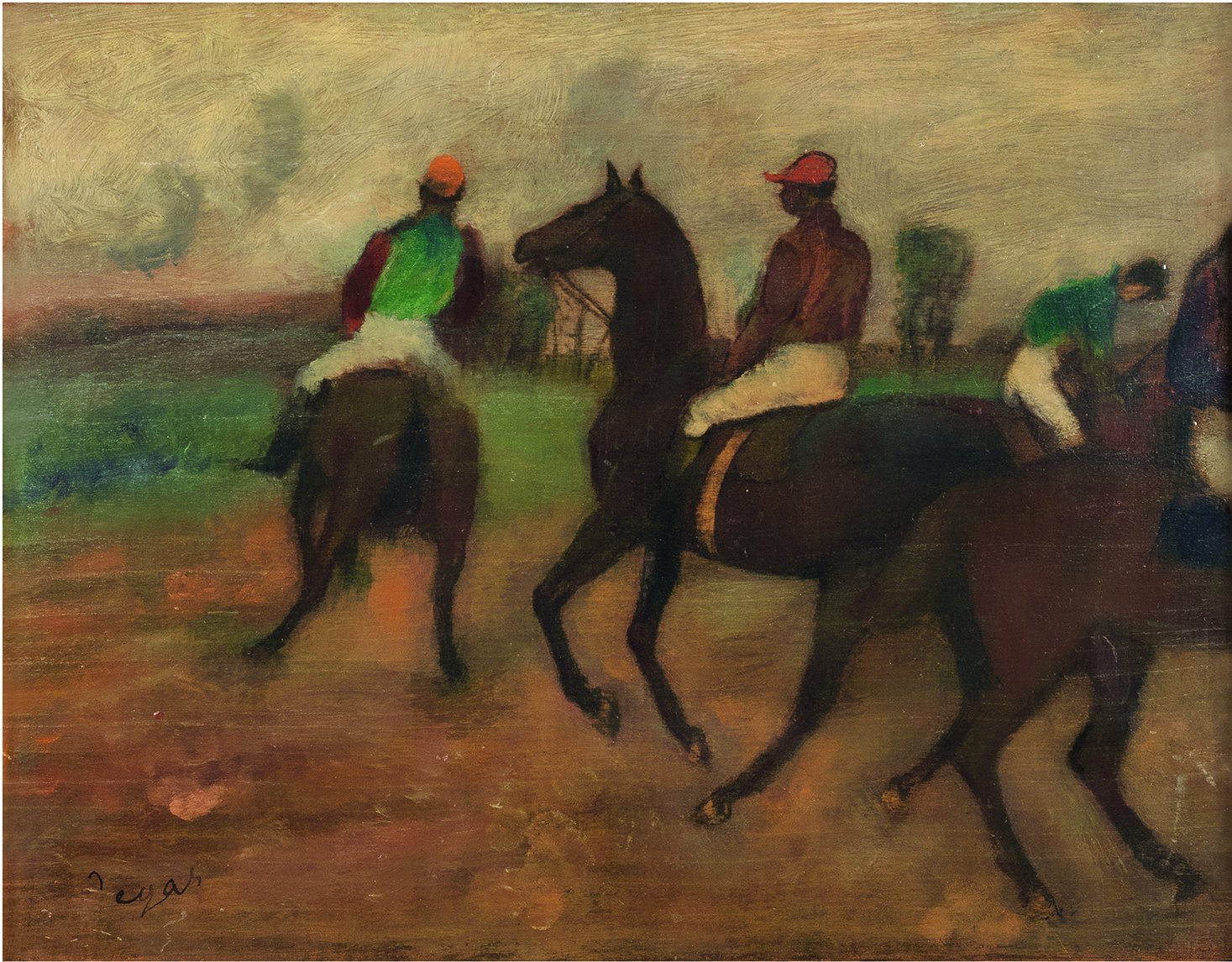
Edgar Degas: Avant la course
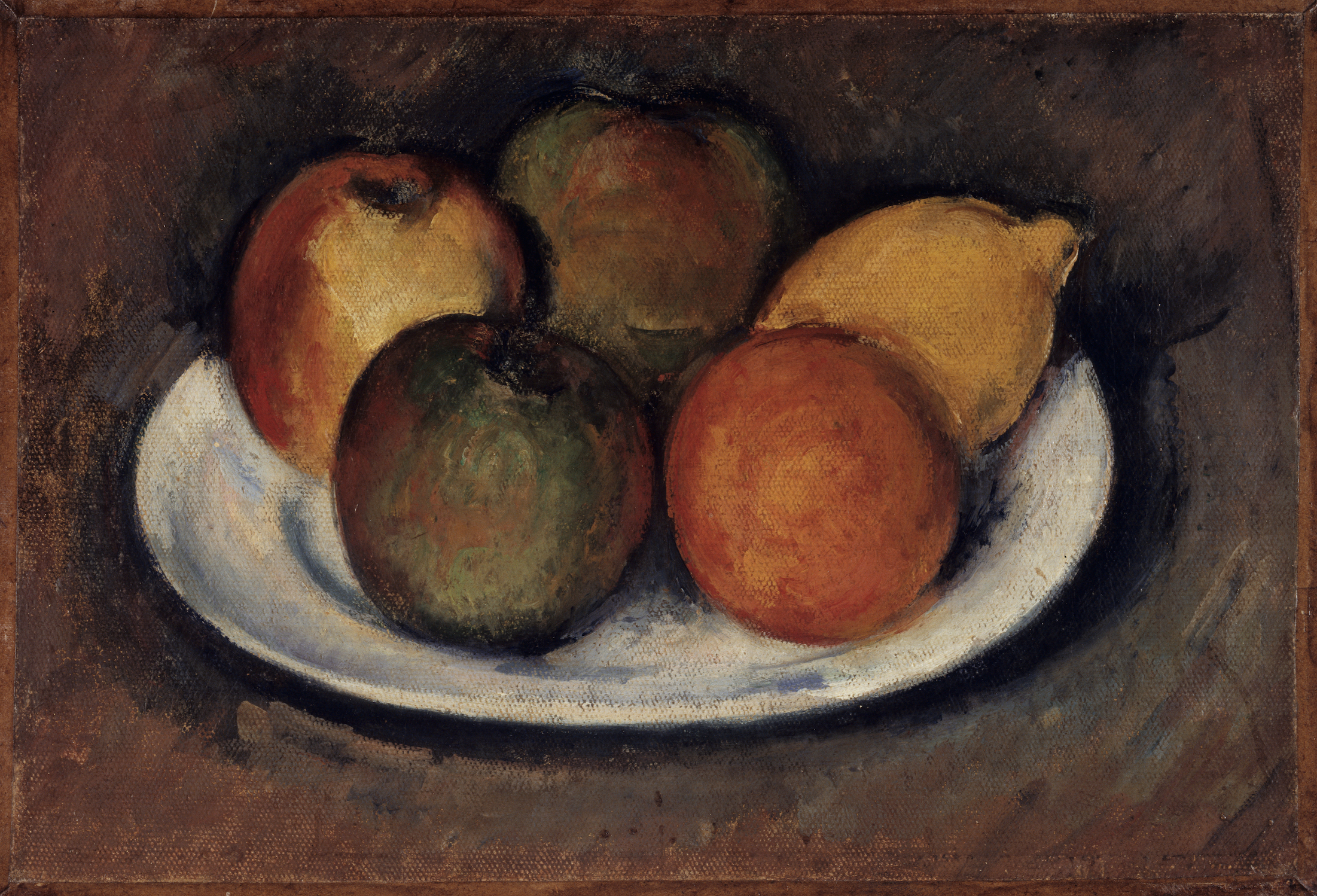
Paul Cézanne: Pommes, oranges et citron
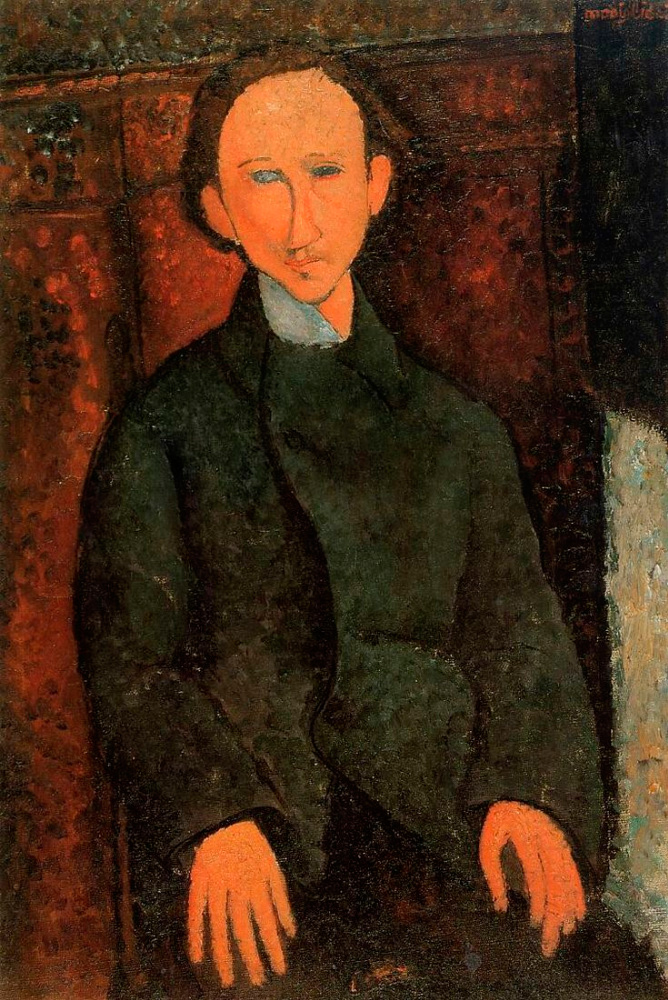
Amedeo Modigliani: Le peintre Kremegne
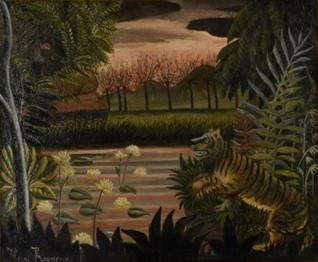
Henri Rousseau: Chasse au tigre
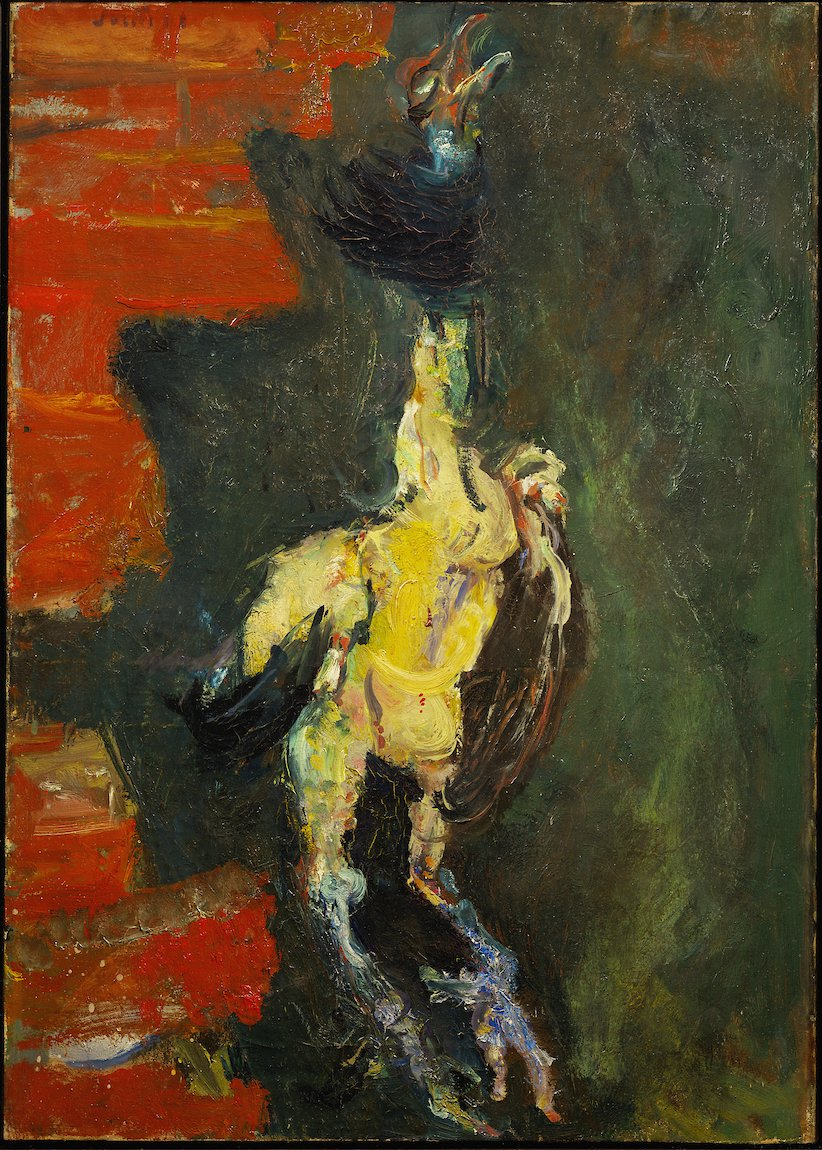
Chaim Soutine: Le Poelet pendu devant un mur de briques
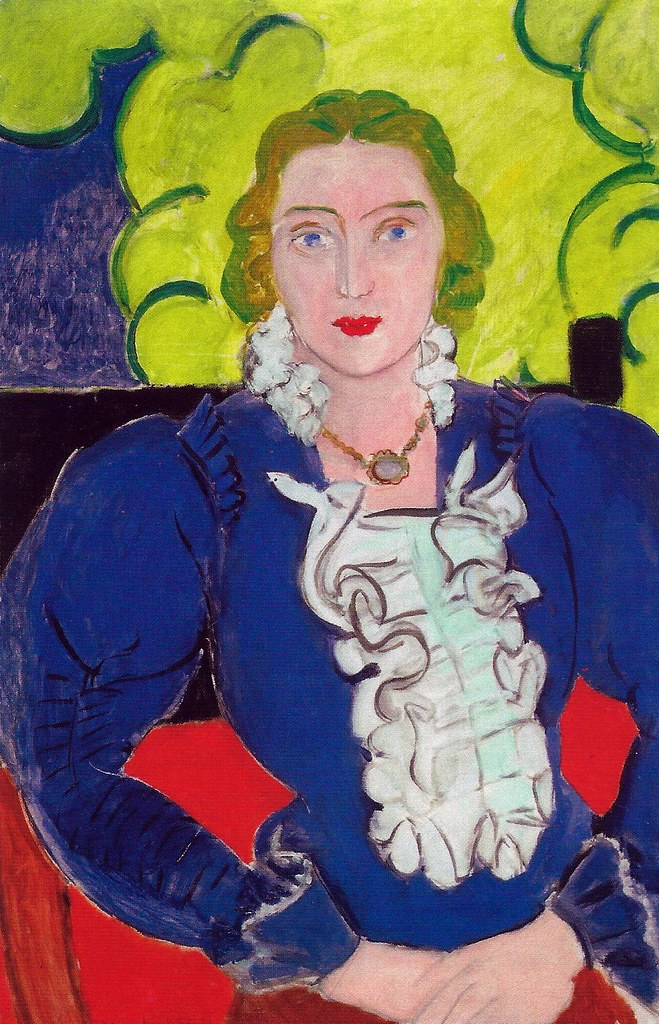
Henri Matisse: La Blouse bleue

### Sammlung indigener Kunst
Neben der Kunst von europäischen Künstlern sammelte Keller seit 1918 auch afrikanische und ozeanische Skulpturen und Masken. Er begann 1918 mit dem Kauf afrikanischer Skulpturen, die er von Kunsthändlern und Sammlern wie Ernest Ascher, Josef Müller, Han Coray, Charles Ratton, Louis Carré, André Lefèvre, Helmut Gernsheim, Ralf Nash, René Rasmussen, Emil Storrer und Paul Guillaume erwarb. Der Schwerpunkt dieses Sammlungsteil lag mit über 300 afrikanische Skulpturen zwar auf afrikanischen Objekten, es gab jedoch auch Arbeiten von den Marquesas, Neuen Hebriden, der Sepik-Region auf Neuguinea, der Osterinsel und aus Neuseeland. 1980 widmete das Kunstmuseum Basel diesem Sammlungsteil die Sonderausstellung Kunst aus Afrika und Ozeanien. Eine unbekannte Privatsammlung Nach der Ausstellung überliess Keller neun dieser indigenen Kunstwerke dem Museum. Die anderen Werke erhielt Kellers Freund Paolo Morigi, der ein Grossteil der Werke 2005 versteigern liess.

### Raubkunstverdacht
Ab 2018 wurden in verschiedenen Medien verstärkt Fragen zur Herkunft der Kunstwerke der Sammlung Georges Keller aufgeworfen und der Verdacht auf Raubkunst geäussert und die lückenhafte Provenienz vieler Kunstwerke bemängelt. Kritisch gesehen wird dabei vor allem die Zusammenarbeit Kellers mit dem Kunsthändler Étienne Bignou, der während des Zweiten Weltkrieges in Frankreich mit den deutschen Besatzern Kunstwerke gehandelt hatte.
Das Kunstmuseum Bern hat daraufhin die Werke der Sammlung Keller auf ihre Herkunft untersucht. Der Abschlussbericht von 2020 hat zwar keine konkreten Raubkunstfälle bestätigt, zugleich aber festgestellt, dass die Klärung der unklaren Provenienzen ein fortlaufender Prozess bleibt.